# 美国数学邀请赛
美国数学邀请赛（American Invitational Mathematics Examination）是一项面向中学生的数学竞赛，起始于1983年。该竞赛有15道问题，考试时间为3小时。AMC10前2.5%和AMC12前5%的学生有资格参加美国数学邀请赛。和美国数学竞赛、美国数学奥林匹克共同作为选拔国际数学奥林匹克美国队的赛事，该赛事处于选拔的第二级，胜出者方能参加下一级的美国数学奥林匹克比赛。

## 细节
该竞赛包括15道问题，每一题的难度不断增大，答案均为一个介于0-999之间的整数，这既避免了选择题造成的侥幸选中问题，也使机器评分变得容易。每一题的答案都需要填入一张机读卡，第一位非0数字之前的0都需要填涂，例如7和43，就需要分别填涂为007、043。
以下表格是关于美国数学邀请赛中参加者表现的一些统计数据：
| 年份 | 参加人数 | 平均分 | 中位分 | 最高分 |
| 2006 | 22764    | 2.741  | -      | 4      |
| 2005 | 12476    | 2.717  | 2      | 1      |
| 2003 | 13444    | 3.059  | 3      | 3      |
| 1999 | 11945    | 2.195  | 2      | 4      |